# (899) Jokaste
(899) Jokaste – planetoida z pasa głównego asteroid okrążająca Słońce w ciągu 4 lat i 357 dni w średniej odległości 2,91 au. Została odkryta 3 sierpnia 1918 roku w Landessternwarte Heidelberg-Königstuhl w Heidelbergu przez Maxa Wolfa. Nazwa pochodzi od Jokasty, matki i żony Edypa w mitologii greckiej. Przed nadaniem nazwy planetoida nosiła oznaczenie tymczasowe (899) 1918 EB.